# Akja Nurberdiýewa
Akja Täjiýewna Nurberdiýewa född 1957, är en turkmenisk lärare och politiker som sedan 2007 är talman i Turkmenistans nationalförsamling.
Nurberdiýewa var vice talman i Turkmenistans nationalförsamling mellan 2000 och 2007. Samtidigt var hon politisk sekreterare i Turkmenistans demokratiska partis Achal-division. Efter att den dåvarande talmannen Öwezgeldi Ataýew sparkats i december 2006 utsågs Nurberdiýewa till tillförordnad talman i nationalförsamlingen. 23 februari 2007 utsågs hon permanent till talman. Hon valdes om 2009 och 2014.